# Trichogrammatidae
I Tricogrammatidi (Trichogrammatidae Haliday & Walker, 1851) sono una famiglia di insetti (Hymenoptera Chalcidoidea) comprendente predatori oofagi di altri insetti, specialmente Lepidotteri.

## Generalità
Si tratta dei più piccoli insetti esistenti, con dimensioni comprese tra 0,2 e 1,5 mm. Il carattere morfologico più importante è il tarso formato da tre articoli in tutte le specie della famiglia. Questo carattere permette di discernere con sicurezza un Tricogrammatide da un qualsiasi altro Calcidoide.
A causa delle piccolissime dimensioni si conservano con difficoltà e si deteriorano facilmente durante l'essiccazione. Sono insetti ben conosciuti, a dispetto delle loro dimensioni, e largamente usati in piani di lotta biologica contro le uova dei lepidotteri.

## Descrizione
I Tricogrammatidi hanno un corpo molto piccolo, spesso lungo 0,2-0,3 mm, raramente più lungo di un millimetro, con colori mai lucenti. Il capo porta antenne di forma e aspetto variabile, in genere composte da pochi articoli. Il funicolo è l'elemento morfologico più costante composto da non più di due articoli.
Le zampe hanno tarsi composti da tre articoli. Le ali hanno venatura ridotta, quelle anteriori con vena postmarginale assente e vena stigmale in genere poco sviluppata. Il margine è in genere irregolarmente frangiato. Le ali posteriori sono molto strette. Vi sono inoltre forme brachittere o attere.
L'addome è sessile.

## Biologia

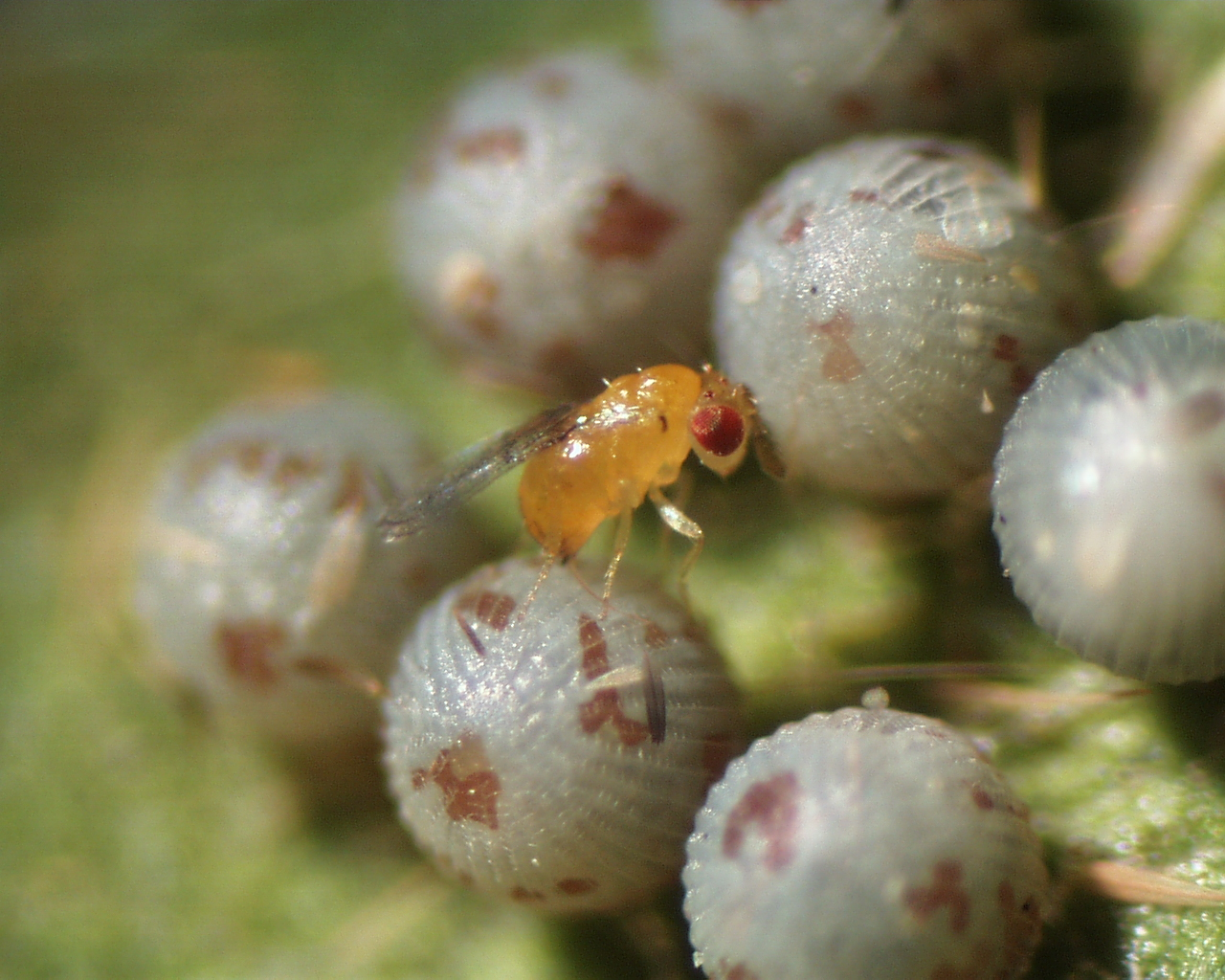
Femmina di Trichogramma dendrolimi su uova di Noctuidae.

I Tricogrammatidi sono parassitoidi oofagi solitari o gregari a spese di insetti di vari ordini. L'iperparassitismo è alquanto raro e generalmente facoltativo.
Alcuni Tricogrammatidi parassitizzano le uova di Odonata e Dytiscidae. La femmina nuota usando le ali e/o le zampe come pinne.

## Sistematica
La famiglia comprende circa 80 generi con oltre 800 specie. A tutt'oggi non esiste ancora uno schema di larga condivisione per la suddivisione in sottofamiglie.
- Adryas
- Aphelinoidea
- Apseudogramma
- Asynacta
- Australufens
- Bloodiella
- Brachista
- Brachistagrapha
- Brachygrammatella
- Brachyia
- Brachyufens
- Chaetogramma
- Chaetostricha
- Chaetostrichella
- Densufens
- Doirania
- Emeria
- Enneagmus
- Epoligosita
- Eteroligosita
- Eutrichogramma
- Gnorimogramma
- Haeckeliania
- Hayatia
- Hispidophila
- Hydrophylita
- Ittys
- Ittysella
- Japania
- Kyuwia
- Lathrogramma
- Lathromeris
- Lathromeroidea
- Lathromeromyia
- Megaphragma
- Microcaetiscus
- Mirufens
- Monorthochaeta
- Neobrachista
- Neobrachistella
- Neocentrobia
- Neocentrobiella
- Neolathromera
- Oligosita
- Oligositoides
- Ophioneurus
- Pachamama
- Paracentrobia
- Parahispidophila
- Paraittys
- Paratrichogramma
- Paruscanoidea
- Pintoa
- Poropoea
- Prestwichia
- Probrachista
- Prochaetostricha
- Prosoligosita
- Pseudobrachysticha
- Pseudogrammina
- Pseudoligosita
- Pseudomirufens
- Pseudoxenufens
- Pterandrophysalis
- Pterygogramma
- Sinepalpigramma
- Soikiella
- Szelenyia
- Thoreauia
- Trichogramma
- Trichogrammatella
- Trichogrammatoidea
- Trichogrammatomyia
- Tumidiclava
- Tumidifemur
- Ufens
- Ufensia
- Urogramma
- Uscana
- Uscanella
- Uscanoidea
- Uscanopsis
- Xenufens
- Xenufensia
- Xiphogramma
- Zagella
- Zelogramma